# 一硅化钴
一硅化钴（CoSi）是一种钴的硅化物，可由硅烷基四羰基钴（Co(CO)4SiH3）的热分解得到。它是一种抗磁性半金属，具有约1毫欧·厘米的电阻率。其热稳定性不如Co3Si，但比CoSi2高。